# Удовиченко Михайло Дмитрович
Миха́йло Дми́трович Удовиче́нко (5 листопада 1878, м. Одеса — 30 серпня 1934, м. Панчево, Королівство Югославія) — полковник РІА та українського війська.

## Життєпис
Закінчив Одеське піхотне юнкерське училище. Брав участь в російсько-японській війні.
Службу проходив у 15-му стрілецькому полку, станом на 1909 рік — штабс-капітан, 1915 — підполковник, 1916 — полковник.
Брав участь у Першій світовій війні, керуючи 15-м стрілецьким полком.
Нагороджений Георгіївською зброєю та орденом Святого Георгія 4-го ступеню — за нічний бій 27 серпня 1914 року.
За відмінне керування в часі операції під Чорторийськом представлений Денікіним до нагороди, 1917-го відзначений орденом Святого Георгія 3-го ступеню.
В грудні 1917 року керував 16-м українізованим стрілецьким полком.
Протягом серпня-листопада 1918 року керував 20-м Дніпровським піхотним полком Української держави, аж до його розформування.
По тому брав участь у ЗСПР.
Від 23 серпня 1919-го призначений тимчасово виконуючим обов'язки коменданта Києва. Керував Зведеним полком 4-ї стрілецької дивізії в серпні-грудні 1919 року, 16-м стрілецьким полком, командир бойового відтинку військ в Київській області.
Емігрував до Югославії, від 1930-го року був начальником кадру 4-ї стрілецької дивізії в Смедереві.
1934 року помер в Панчеві.